# Boben, Hrastnik
Boben je naselje v Občini Hrastnik.